# Прамбанан
Прамбанан (на явански: ꦫꦫꦗꦺꦴꦁꦒꦿꦁ; на санскрит: प्रम्बानन) е комплекс от ранносредновековни индуистки храмове (чанди), разположен в централната част на остров Ява, на 18 km от Джокякарта на южния склон на вулкана Мерапи.
Най-вероятно храмът е построен в началото на X век. Реставриран е от нидерландски учени в периода от 1918 до 1953 г. и през 1991 г. е признат от ЮНЕСКО за паметник на Световното културно наследство.

## Архитектура
Комплексът се състои от 8 главни храма, както и от 250 отделни по-малки храма, които заобикалят главните храмове. Най-големите 3 храма, наречени „3 свети места“, са посветени на 3 богове: Шива-разрушителя, Вишну-запазващия и Брахма-твореца. Това отговаря на основната структура на Тримурти – Великата троица на индуизма.

### Галерия от комплекса
- Главния храм определен на Шива
- Храмът на Вишну
- Храмът на Нанди
- Статуята на Брахма
- Статуята на Вишну
- Статуята на Ганеша

## Възстановяване
През 1918 г. започва реконструкцията на комплекса, която не е завършена още. Основен проблем е намирането и правилното определяне на оригиналното място на камъните. Някои от тях се намират на други строежи, много отдалечени от първоначалното им място. Затова отново се построяват сградите, за които се откриват 75 % от оригиналния материал. Това е причината в комплекса много от малките храмове да са маркирани само с основите си.